# Rubus macer
Rubus macer är en rosväxtart som beskrevs av Heinrich E. Weber. Rubus macer ingår i släktet rubusar, och familjen rosväxter. Inga underarter finns listade i Catalogue of Life.